# Medasina pulverulenta
Medasina pulverulenta là một loài bướm đêm trong họ Geometridae.